# Emblema da Iugoslávia
O Emblema da Iugoslávia apresentava seis tochas, cercadas por trigo com uma estrela vermelha no topo e queimando juntas em uma chama; isso representava a irmandade e unidade das seis repúblicas federais que formavam a Iugoslávia: Bósnia e Herzegovina, Croácia, Macedônia, Montenegro, Sérvia e Eslovênia. A data impressa era 29 de novembro de 1943, dia em que o Conselho Antifascista para a Libertação Nacional da Iugoslávia (AVNOJ) se reuniu em Jajce em sua segunda reunião e formou as bases para a organização do país no pós-guerra, estabelecendo uma república federal. Este dia foi comemorado como o Dia da República após o estabelecimento da república. O emblema da Iugoslávia, juntamente com os de suas repúblicas constituintes, são um exemplo de heráldica socialista.

## História

### Reino da Iugoslávia
O brasão de armas do Reino da Iugoslávia de 1918 a 1941 (chamado de Reino dos Sérvios, Croatas e Eslovenos até 1929) evoluiu do brasão de armas da Sérvia. Graficamente os brasões eram semelhantes, apresentando apenas duas grandes diferenças, sendo a primeira diferença as coroas reais. O brasão real sérvio representa a coroa dinástica Obrenović, enquanto o brasão real iugoslavo representava a coroa dinástica governante Karađorđević.

A segunda diferença envolvia o escudo encimado pela águia branca de duas cabeças. O brasão de armas sérvio anterior representava apenas a cruz tetragrama sérvia, representando apenas a nação sérvia. Quando a Iugoslávia se formou em 1918, o escudo superado mudou para incluir o simbolismo para as nações croatas (tabuleiro de xadrez vermelho e branco) e eslovenas recém-integradas, como as três nações oficiais da Iugoslávia. O brasão inclui três estrelas douradas de seis pontas dispostas em forma de triângulo invertido, adotadas do brasão esloveno da família dos Condes de Celje. Uma imagem do brasão real iugoslavo aparece na nota de 10 dinares iugoslavos de 1926.

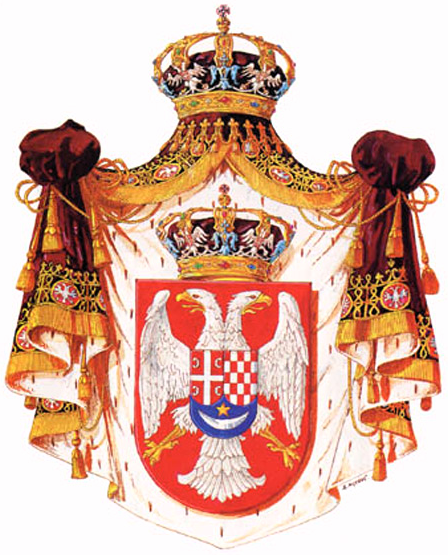
Primeiro brasão (1918-1921) do Reino dos Sérvios, Croatas e Eslovenos
Maior brasão de armas do Reino da Iugoslávia (1921-1941)
Menor brasão de armas do Reino da Iugoslávia (1921-1941)

### República Federal Socialista da Iugoslávia

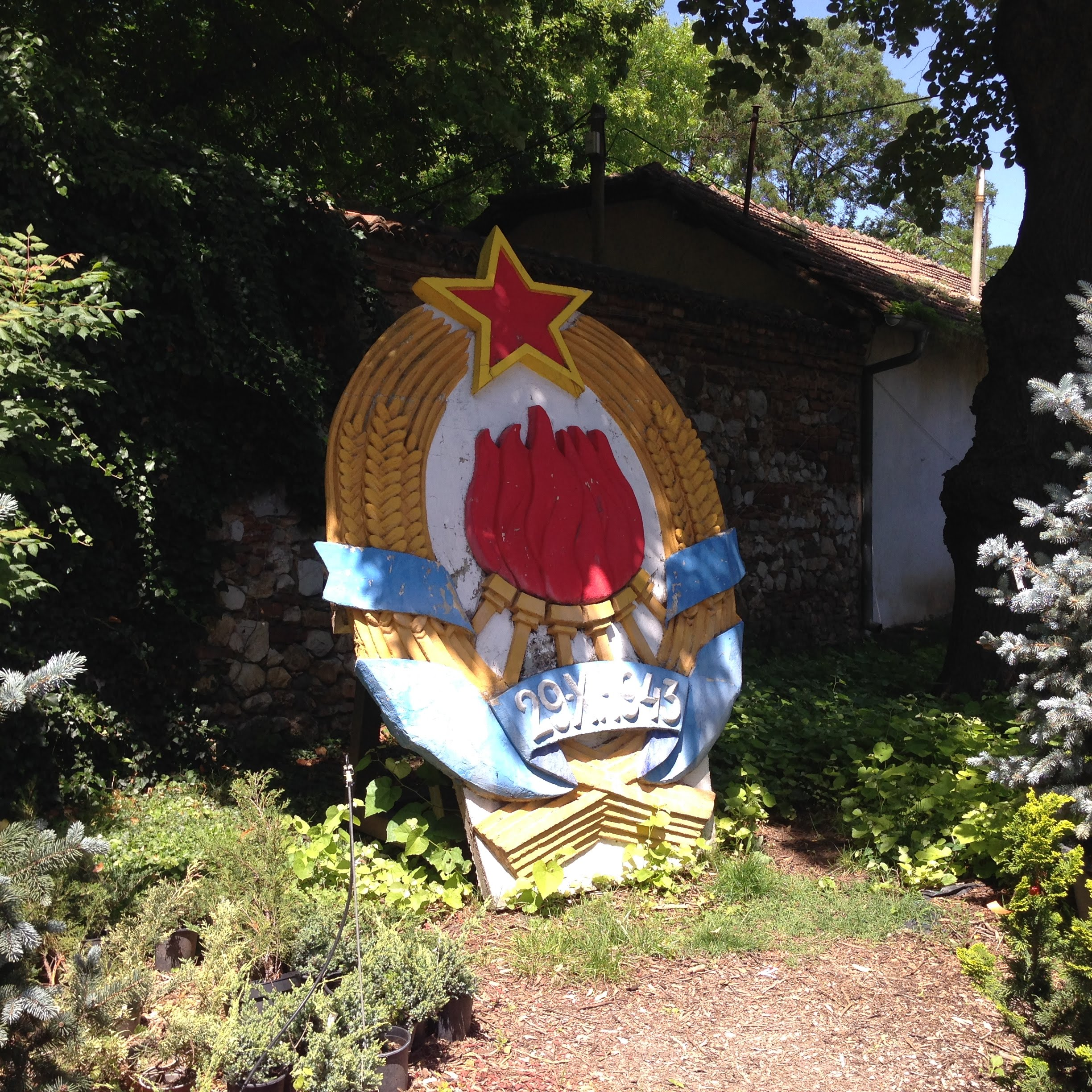
Emblema outrora colocado no edifício da Universidade de Niš, restaurado e repintado e agora localizado no jardim da cidade da Fortaleza de Niš

Durante a Segunda Guerra Mundial (1943–1945), o estado iugoslavo foi nomeado Iugoslávia Federal Democrática (IFD), em 1945 foi renomeado República Popular Federal da Iugoslávia (RPFI) e novamente em 1963 para República Federal Socialista da Iugoslávia (RSFI). O emblema da Iugoslávia socialista foi desenhado em 1943 e permaneceu em uso até 1963, quando o país passou por reformas e foi renomeado pela última vez. Apresentava cinco tochas cercadas por trigo e queimando juntas em uma chama; isso representava a irmandade e a unidade das cinco nações da RSFI: croatas, macedônios, montenegrinos, sérvios e eslovenos. Os bósnios não foram representados como uma nação constituinte, apesar do fato de que a existência de bósnios que se autoidentificam como nação ocorreu desde o final do século 19 por meio da influência de figuras como Mehmed Kapetanović.

Como parte das reformas de 1963, o nome do país foi alterado para República Socialista Federal da Iugoslávia e seu emblema foi redesenhado para representar seis repúblicas federais iugoslavas (em vez das cinco nações). O novo emblema era a versão final com seis tochas e estava em uso oficial até 1993 (após a dissolução do país em 1992). A data na insígnia permaneceu no novo emblema.

Versão do selo usado em materiais impressos
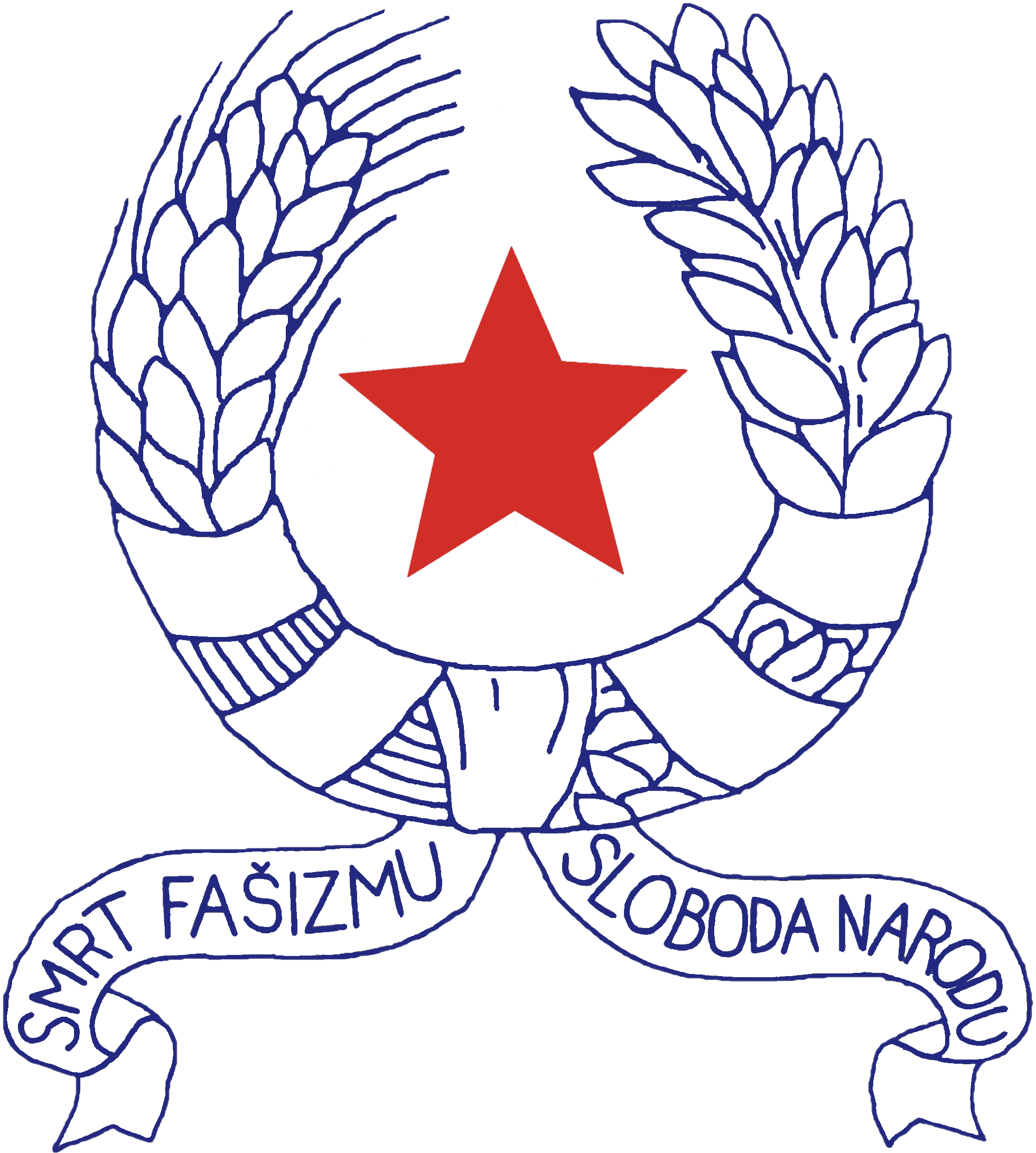
Emblema de AVNOJ durante a primeira sessão (1942-1943)
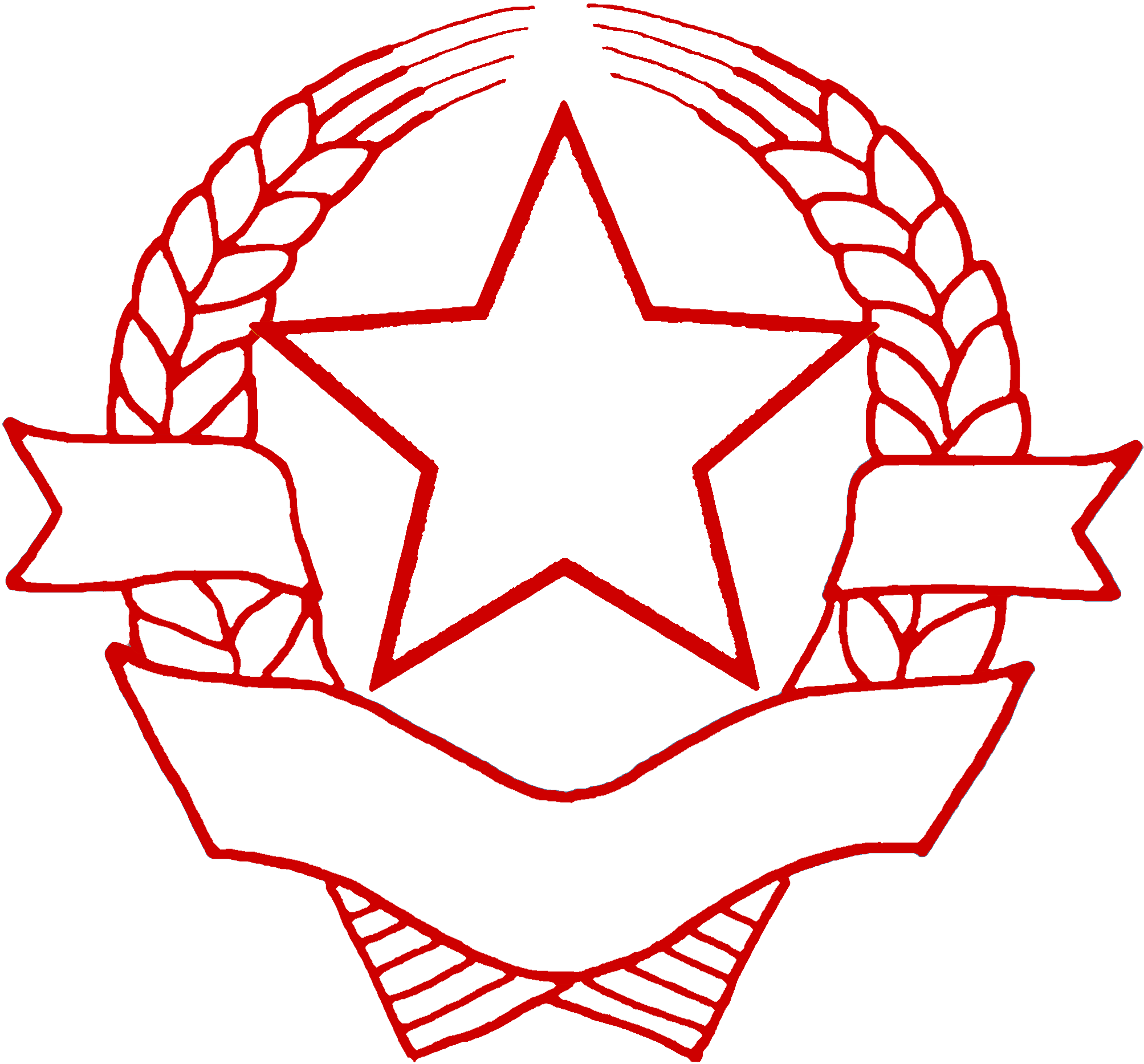
Emblema de AVNOJ durante a segunda sessão (1943)
Emblema da Iugoslávia Federal Democrática (1943–1946)
Emblema da RPFI Iugoslávia (1946–1963)
Emblema da RSFI Iugoslávia (1963-1992)

## Emblemas das repúblicas
Os emblemas das repúblicas socialistas iugoslavas foram definidos por cada uma de suas seis repúblicas constituintes. Os emblemas apareciam como um símbolo de estado nos documentos de nível republicano, por exemplo, nos sinais das instituições republicanas, nas marcas d'água dos diplomas escolares, etc.
Os emblemas incluíam antigos símbolos históricos onde podiam demonstrar compatibilidade histórica com o novo sistema político socialista – ver emblema tradicional croata e sérvio no meio de seus brasões; também o Monte Triglav esloveno foi reconhecido como um símbolo da Frente de Libertação Eslovena durante a Guerra de Libertação Nacional durante a Segunda Guerra Mundial. Onde os símbolos antigos foram considerados inadequados (a cruz tradicional no brasão sérvio, brasão étnico ou religioso para a Bósnia e Herzegovina, o antigo símbolo tradicionalmente monarquista para Montenegro ou o leão histórico para a Macedônia), características proeminentes ou símbolos nacionais não oficiais foram adicionados, por exemplo Monte Lovćen para Montenegro, ou um par de chaminés para a Bósnia e Herzegovina. O mesmo com o emblema federal iugoslavo: todos os emblemas republicanos separados apresentavam uma estrela vermelha e trigo, ou outras plantas importantes daquela região. Os emblemas individuais das seis repúblicas socialistas iugoslavas eram os seguintes:
| República            | Emblema | Autor                            | Brasão atual                            |
| -------------------- | ------- | -------------------------------- | --------------------------------------- |
| Bósnia e Herzegovina |         | Desconhecido                     | Brasão de armas da Bósnia e Herzegovina |
| Croácia              |         | Antun Augustinčić e Vanja Radauš | Brasão de armas da Croácia              |
| Macedônia            |         | Vasilije Popović–Cico            | Emblema da Macedônia do Norte           |
| Montenegro           |         | Milan Božović e Milo Milunović   | Brasão de armas de Montenegro           |
| Sérvia               |         | Đorđe Andrejević Kun             | Brasão de armas da Sérvia               |
| Eslovênia            |         | Branko Simčič                    | Brasão de armas da Eslovênia            |